# Gdy zgaśnie Słońce
Gdy zgaśnie Słońce – drugi album solowy polskiego rapera o pseudonimie artystycznym Kali.
Premiera odbyła się 26 maja 2012 roku. Wydawcą są wytwórnia Ganja Mafia Label i Fonografika. Całą płytę wyprodukował PSR. W przeciwieństwie do poprzedniego albumu 50/50, na płycie wystąpił tylko DJ Feel-X. Celem promocji płyty stworzono teledyski do utworów „Tu gdzie żyjemy”, „Wybij się”, „Haj” i „Wspólny lot”, które zaprezentowano do końca maja 2012.
Płyta dotarła do 2. miejsca listy OLiS. Album uzyskał status platynowej płyty.

## Lista utworów
1. „Nox Intro”
2. „Gdy zgaśnie Słońce”
3. „Azymut”
4. „Wspólny lot”
5. „Tu gdzie żyjemy”
6. „Pauza”
7. „Piękna i bestia”
8. „Wybij się”
9. „Ucieczka do raju”
10. „Haj”
11. „Koń trojański”
12. „Żegnaj”
13. „Czego chcę”
14. „Żyję zamiast polec”
15. „Nie tylko ty”
16. „Nox Outro”